# Данилов Василь Савелійович
Василь Савелійович Данилов (рос. Василий Савельевич Данилов, нар. 15 травня 1941, Воронеж) — колишній радянський футболіст, захисник. Заслужений майстер спорту Росії (1997).
Насамперед відомий виступами за клуб «Зеніт», а також національну збірну СРСР.

## Клубна кар'єра
У дорослому футболі дебютував 1960 року виступами за «Шахтар» (Сталіногорськ), в якому провів один сезон.
Своєю грою привернув увагу представників тренерського штабу «Зеніта», до складу якого приєднався 1961 року. Відіграв за ленінградську команду наступні вісім сезонів своєї ігрової кар'єри. Більшість часу, проведеного у складі «Зеніта», був основним гравцем захисту команди, а у 1965—1967 роках ще й капітаном команди.
У сезоні 1969 року захищав кольори московського «Локомотива», після чого рік провів у ленінградському «Динамо».
Завершив ігрову кар'єру у друголіговому клубі «Електрон» (Новгород), за який виступав протягом сезону 1972 року.

## Виступи за збірну
16 травня 1965 року дебютував в офіційних матчах у складі національної збірної СРСР в грі проти збірної Австрії, яка завершилася з рахунком 0-0.
У складі збірної був учасником чемпіонату світу 1966 року в Англії, де зіграв у чотирьох матчах збірної і допоміг своїй команді зайняти четверте місце на турнірі.
Всього протягом кар'єри у національній команді, яка тривала усього 3 роки, провів у формі головної команди країни 23 матчі.